# 5276 Gulkis
Az 5276 Gulkis (ideiglenes jelöléssel 1987 GK) a Naprendszer kisbolygóövében található aszteroida. Eleanor F. Helin fedezte fel 1987. április 1-jén.